# サイモン・フィッシャー・ターナー
サイモン・フィッシャー・ターナー（Simon Fisher Turner、1954年11月21日 - ）は、イギリスのミュージシャン、作曲家である。主にデレク・ジャーマンの映画作品にサウンドトラックを提供したことで知られている。

## 略歴
子供の頃からテレビ番組の子役として活躍する。しかし、そのようなコマーシャルな世界に飽きて一度は表舞台から引退してしまった彼は、ザ・ガジェッツなどといったいくつかのグループ活動を経て、「キング・オブ・ルクセンブルク」という奇妙な名前のミュージシャンとして再び登場することとなる。
1987年と1988年にその「キング・オブ・ルクセンブルク」の名の通り、大金持ちの貴族が「税金対策」で音楽を作っているという諧謔的な虚構を設定として2枚のアルバムをリリースした。1枚目である『ローヤル・バスタード』は他のアーティストの楽曲をカバーした作品である。モンキーズなどの1960年代の音楽からパンク、ニュー・ウェイヴまでを広くカバーした。さらに2枚目である『サー』はサイモン自身のオリジナル曲で構成されている。この2枚で展開される世界は当時の最先端を行く作風ではないが、「どこかがヒネられている」と思わせるポップスに対する再解釈である。
これと並行してデレク・ジャーマンの映画『カラヴァッジオ』などのサウンドトラックを制作する。この仕事がポップ・スターからサウンド・アレンジャーとしての路線を決定づける。その後、実名をアルバム名とした『サイモン・ターナー』ではそれ以降、彼がソロ・アルバムや映画音楽で展開するサウンドの出発点となる。執拗なサンプリング、録音して集めた人声や騒音を切りあわせた断片のコラージュ、無国籍的でアンビエントな色調が濃厚となる。さらにデレク・ジャーマンの映画から影響された「虚構の類縁性」も指摘される。
盟友であり仕事のパートナーであったデレク・ジャーマン亡き後もソロと映画音楽の世界で活躍しているが、『Swift』や『Lana Lara Lata』など映像の断片に音楽を付け加えてリリースするというパターンも生み出して、現在も積極的な創作活動を行っている。
ちなみに、同じミュージシャンであるルイ・フィリップ、元マガジンのベーシストであるバリー・アダムソンらと友人関係にある。

## ディスコグラフィ

### アルバム
- Simon Turner (1973年、UK) ※サイモン・ターナー名義
- The Bone of Desire (1985年)
- 『カラヴァッジオ1610』 - Caravaggio Original Soundtrack (1986年) ※映画『カラヴァッジオ』サントラ
- The Last of England Original Soundtrack (1987年) ※映画『ラスト・オブ・イングランド』サントラ
- Melancholia Soundtrack (1989年) ※映画『Melancholia』サントラ
- 『サイモン・ターナー』 - Simon Turner (1990年、Creation) ※サイモン・ターナー名義
- Edward II Original Soundtrack (1991年) ※映画『エドワードII』サントラ
- 『ザ・ガーデン』 - The Garden Original Soundtrack (1991年) ※映画『ザ・ガーデン』サントラ
- 『セックス・アピール』 - Sex Appeal (1992年) ※コンピレーション。サイモン・ターナー名義
- I've Heard the Ammonite Murmur (1992年) ※映画『アンモナイトのささやきを聞いた』サントラ
- The Many Moods of Simon Turner (1993年) ※サイモン・ターナー名義
- Revox (1993年) ※サイモン・ターナー名義
- 『BLUE 日本版サウンドトラック』 - Blue (1993年) ※映画『Blue』サントラ
- Live Blue Roma (The Archaeology of Sound) (1995年)
- Nadja (1995年) ※映画『ナディア』サントラ
- 『シュワルマ』 - Shwarma (1996年)
- Loaded Original Soundtrack (1996年)
- Still, Moving, Light (1999年)
- Oh Venus (1999年)
- Eyes Open (1999年)
- Travelcard (2000年)
- Riviera Faithful (2002年)
- Swift (2002年)
- Lana Lara Lata (2007年)
- Music From Films You Should Have Seen (2009年)
- Soundtracks for Derek (2011年)
- The Great White Silence Original Soundtrack (2011年) ※映画『The Great White Silence』サントラ
- Berlin Soundscape recording made during the shooting days of the film The Invisible Frame (2012年)
- Soundescapes (2012年) ※with Espen J. Jörgensen
- The Epic of Everest Original Soundtrack (2014年) ※映画『The Epic of Everest』サントラ
- Giraffe  (2017年、Editions Mego)
- Care (2018年、Editions Mego) ※with Klara Lewis

### キング・オブ・ルクセンブルク
- 『ロイヤル・バスタード』 - Royal Bastard (1987年)
- 『サー』 - Sir (1988年)

### ケンダル・ターナー・オーヴァードライヴ
- 『ディスプレイスド・リンクス』 - Displaced Links (1997年) ※with ポール・ケンダル

### ラヴレター
- 『ベートーベン、ショパン、キッチン、フロード』 - Beethoven Chopin Kitchen Fraud (1999年)